# غاري فرانس
غاري فرانس (بالإنجليزية: Gary France)‏ هو لاعب كرة قدم بريطاني، ولد في 5 مايو 1946 في ستاليبريدج ‏ في المملكة المتحدة. لعب مع نادي بوري ونادي بيرنلي ونادي ستاليبريدج سيلتيك.